# بوريليا باركرية
بوريليا باركرية (بالإنجليزية: Borrelia parkeri)‏ هي نوع من البكتيريا، سلبية الغرام، تتبع البوريليا.